# The Show (концерт)
«The Show» (офіційна назва «YG Palm Stage ― 2021 Blackpink: The Show») — перший онлайн-концерт південнокорейського жіночого гурту Blackpink, проведений у підтримку їхнього дебютного корейського студійного альбому The Album.

## Історія
Південнокорейський жіночий гурт Blackpink випустив свій перший корейськомовний студійний альбом The Album 2 жовтня 2020 року. Він отримав загалом схвальні відгуки музичних критиків та став одним із найбільш продаваних світових альбомів 2020 року. З метою його просування, Blackpink оголосили про проведення свого першого платного онлайн-концерту, «The Show», 27 грудня 2020 року. Однак через пандемію COVID-19 у Південній Кореї на той час концерт було перенесено на 31 січня 2021 року. Він став першим концертом із серії онлайн-концертів лейблу гурту YG Entertainment «YG Palm Stage», проведений у партнерстві між ним і YouTube Music. 23 листопада 2020 року опублікований рекламний тизер концерту. Подія була доступна ексклюзивно на YouTube-каналі Blackpink, під час неї були вперше виконані пісні з The Album.

## Огляд концерту

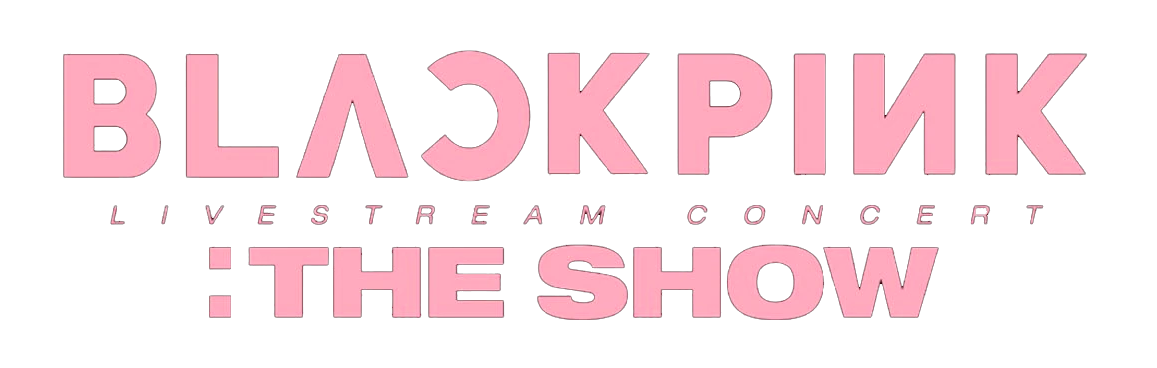
Логотип концерту

«The Show» починається з показу темних та порожніх міст усього світу, після чого гурт виконав пісню «Kill This Love». Окрім живих виступів, концерт також містив кілька попередньо записаних треків. Кожна учасниця мала власний сольний виступ; Дженні заспівала свою пісню «Solo» з новими написаними нею реп-рядками, Розе вперше виконала свій сольний дебют «Gone», а Джісу та Ліза виконали кавер-версії «Habits (Stay High)» Туве Лу та «Say So» Doja Cat відповідно; обидві дівчини додали нові власноруч написані тексти. Концерт завершився виходом на біс із виконанням «Forever Young», під час якого сцену заповнили повідомленнями від Блінків (англ. Blinks) (фандом Blackpink).

## Список композицій
Дія перша
1. «Kill This Love»
2. «Crazy Over You»
3. «How You Like That»

Дія друга
1. «Don't Know What To Do (ремікс)»
2. «Playing with Fire»
3. «Lovesick Girls»

Дія третя (частина перша (соло))
1. «Habits (Stay High)» (кавер на пісню Туве Лу) (соло співачка)
2. «Say So» (кавер на пісню Doja Cat) (соло Ліси)

Дія четверта (частина перша)
1. «Sour Candy»

Дія четверта (частина друга)
1. «Love To Hate Me» / «You Never Know»

Дія п'ята (частина друга (соло))
1. «Solo (ремікс)» (соло Дженні)
2. «Gone» (соло Розе)

Дія шоста
1. «Pretty Savage»
2. «Ddu-Du Ddu-Du»

Дія сьома
1. «Whistle»
2. «As If It's Your Last»
3. «Boombayah» (скорочена)

Біс
1. «Forever Young»

## Критика
У статті для «Білборд» Джефф Бенджамін зазначив: «Хоча учасниці Джісу, Дженні, Розе та Ліса привнесли свою суперзіркову чуттєвість у деякі зі своїх найбільших хітів, зокрема „How You Like That“ і „Ddu-Du Ddu-Du“, „The Show“… також повністю продемонстрував те, як [Blackpink] просувають себе як артисти, що постійно розвиваються, пропонуючи нові повороти та несподівані елементи на сцені». Бріджит Лам із South China Morning Post вважає, що «попри те, що воно було повністю онлайн, глядачі могли відчувати їхню присутність, де б вони не були», та підсумувала: «„The Show“ було надзвичайно приємним від початку до кінця». Ріан Дейлі з британського журналу NME поставив концерту чотири зірки з п'яти та сказав: «Попри енергійний поштовх від їхньої групи підтримки, не кожен момент „The Show“ вражає так сильно, як можна було б очікувати на стрибаючий арені… хоча [Blackpink] влаштували концерт, дивитися який одне задоволення». В огляді концерту дописувач «Вараєті» Ілана Каплан відзначила, що «хореографія гурту обумовлена їхніми яскравими костюмами з тюлю, пір'я та корсетів, постановкою», яка змусила глядачів «відчути, ніби вони справді сидять на сцені в Сеулі».
На концерті в прямому ефірі були присутні приблизно 280 000 глядачів, таким чином касові збори склади понад 10 мільярдів вон (8,9 мільйонів доларів США) від продажу квитків. Найбільше відвідувачів походили зі США (близько 19,2 % від загальної кількості), Таїланду, Філіппін, Японії, Індії та Мексики.

## Концертний альбом
Blackpink 2021 'The Show' Live — четвертий концертний альбом Blackpink, випущений 1 червня 2021 року. Він містить концертні версії пісень та виступи з «The Show».
11 травня 2021 року YG Entertainment оголосив про випуск «The Show» на компакт-дисках. Фізичний альбом офіційно випустили 11 червня, він містив діджипак, два компакт-диски, фотокнигу, дві випадкові фотокартки та випадкову наклейку. Також YG додав, що сольні пісні Джісу та Лізи з «The Show» не увійшли до альбому через проблеми з авторським правом.
Концертний альбом несподівано випустили у цифровому форматі 1 червня 2021 року. Того ж дня було відкрито попередні замовлення на KiT- та DVD-версії «The Show», які офіційно випустили 18 червня. KiT-версія включала одну з чотирьох різних відео, один із чотирьох брелоків для ключів, набір чохлів для фотокарток і картка зі списком треків. DVD-версія містила два DVD-диски, фотокнигу, набір фотографій у рамці, випадковий набір магнітів, картку зі списком треків, випадкові фотокартки, набір наклейок, книжку-гармошку, набір листівок та складений плакат.

### Список треків
1. «Kill This Love»
2. «Crazy Over You»
3. «How You Like That»
4. «Don't Know What to Do»
5. «Playing with Fire»
6. «Lovesick Girls»
7. «Love to Hate Me + You Never Know»
8. «Solo»
9. «Gone»
10. «Pretty Savage»
11. «Ddu-Du Ddu-Du»
12. «Whistle»
13. «As If It's Your Last»
14. «Boombayah»
15. «Forever Young»

### Чарти

#### Тижневі чарти
| Чарт (2021)                  | Пікова позиція |
| ---------------------------- | -------------- |
| Південна Корея Albums (Gaon) | 8              |

#### Місячні чарти
| Чарт (2021)                  | Пікова позиція |
| ---------------------------- | -------------- |
| Південна Корея Albums (Gaon) | 24             |

### Сертифікації та продажі
| Регіон         | Сертифікація | Продажі |
| -------------- | ------------ | ------- |
| Південна Корея | —            | 34,906  |

### Історія виходу
| Регіон         | Дата           | Формат                                    | Лейбл         | Прим.         |
| -------------- | -------------- | ----------------------------------------- | ------------- | ------------- |
| Різні          | 1 червня 2021  | Цифрове завантаження потокове мультимедіа | YG Interscope | [ 22 ]        |
| Південна Корея | 11 червня 2021 | CD                                        | YG Interscope | [ 23 ]        |
| Південна Корея | 18 червня 2021 | KiT VIDEO DVD                             | YG Interscope | [ 24 ] [ 25 ] |